# HD 10647
HD 10647 또는 에리다누스자리 q1은 에리다누스자리 방향에 있는, 지구에서 57광년 떨어진 K형 주계열성이다. 겉보기 등급은 +6 정도로 날씨가 매우 좋은 날에는 맨눈으로 볼 수 있지만 쌍안경을 이용하면 보다 손쉽게 관찰이 가능하다. 이 별은 태양보다 약간 더 무겁고 더 밝으며 더 뜨겁다. 나이는 약 17억 5천만 년 정도이다. 2003년 기준으로 이 항성 주위를 도는 공전주기 긴 외계 행성 한 개가 확인되어 있다.

## 행성계
2003년 마이클 메이어 팀이 HD 10647 주변을 도는 외계 행성 HD 10647 b를 발견했다. HD 10647의 채층 활동은 격렬하기 때문에 행성을 찾는 데는 어려움이 많았다.
적외선 우주 천문대(Infrared Space Observatory)는 이 항성 주위에서 많은 양의 초과 적외선 복사를 탐지해 냈다. 이는 항성 주위에 먼지 원반이 존재할 가능성이 있음을 의미한다. 행성의 나이를 고려할 때 HD 10647 주위에 형성된 원반의 정체는 태양계의 카이퍼대와 비슷할 것으로 보인다. 이는 상대적으로 젊은 별 베가 주위에 형성된 원시 행성계 원반(추정)과는 다르다.

## 참고 문헌
- Butler;  외. (2006). “Catalog of Nearby Exoplanets” (abstract). 《The Astrophysical Journal》 646 (1): 505 – 522. doi:10.1086/504701.[깨진 링크(과거 내용 찾기)] (웹 인쇄본)